# Piet Norval
Piet Norval (n. 7 de abril de 1970 en Ciudad del Cabo, Sudáfrica) es un exjugador de tenis sudafricano que junto a Wayne Ferreira, conquistó la medalla de plata en dobles en los Juegos Olímpicos de Barcelona 1992.

## Finales de Grand Slam

### Campeón Dobles Mixto (1)
| Año  | Torneo        | Pareja             | Oponentes en la final     | Resultado   |
| 1999 | Roland Garros | Katarina Srebotnik | Larisa Neiland Rick Leach | 6-3 3-6 6-3 |

## Títulos (14; 0+14)

### Dobles (1)
| Leyenda                |
| Grand Slam (0)         |
| Tennis Masters Cup (1) |
| ATP Masters Series (2) |
| ATP Tour (11)          |

| N.º | Fecha | Torneo                          | Superficie    | Pareja             | Oponentes en la final               | Resultado     |
| --- | ----- | ------------------------------- | ------------- | ------------------ | ----------------------------------- | ------------- |
| 1.  | 1991  | Key Biscayne TMS                | Dura          | Wayne Ferreira     | Ken Flach Robert Seguso             | 6-0, 7-6      |
| 2.  | 1993  | Casablanca                      | Tierra batida | Mike Bauer         | Girts Dzelde Goran Prpić            | 7-5, 7-6      |
| 3.  | 1993  | Bolzano                         | Moqueta       | Hendrik Jan Davids | David Adams Andrei Olhovskiy        | 6-3, 6-2      |
| 4.  | 1994  | Hamburgo TMS                    | Tierra batida | Scott Melville     | Henrik Holm Anders Järryd           | 7-6, 6-3      |
| 5.  | 1994  | Stuttgart Outdoor               | Tierra batida | Scott Melville     | Jacco Eltingh Paul Haarhuis         | 7-6, 6-4      |
| 6.  | 1996  | Newport                         | Césped        | Marius Barnard     | Paul Kilderry Michael Tebbutt       | 6-7, 6-4, 6-4 |
| 7.  | 1996  | Los Ángeles                     | Dura          | Marius Barnard     | Jonas Björkman Nicklas Kulti        | 7-5, 6-2      |
| 8.  | 1998  | Umag                            | Tierra batida | Neil Broad         | Jiří Novák David Rikl               | 6-1, 3-6, 6-3 |
| 9.  | 1999  | Lyon                            | Moqueta       | Kevin Ullyett      | Wayne Ferreira Sandon Stolle        | 4-6, 7-6, 7-6 |
| 10. | 1999  | Estocolmo                       | Dura          | Kevin Ullyett      | Jan-Michael Gambill Scott Humphries | 7-5, 6-3      |
| 11. | 2000  | Estoril                         | Tierra batida | Donald Johnson     | David Adams Joshua Eagle            | 6-4, 7-5      |
| 12. | 2000  | Nottingham                      | Césped        | Donald Johnson     | Ellis Ferreira Rick Leach           | 1-6, 6-4, 6-3 |
| 13. | 2000  | Basilea                         | Moqueta       | Donald Johnson     | Roger Federer Dominik Hrbatý        | 7-6, 4-6, 7-6 |
| 14. | 2000  | Doubles Championship, Bangalore | Dura          | Donald Johnson     | Mahesh Bhupathi Leander Paes        | 7-6, 6-3, 6-4 |

### Finalista en dobles (torneos destacados)
- 1992: JJ.OO Barcelona (junto a Wayne Ferreira pierden ante Boris Becker y Michael Stich)
- 1995: Masters de Indian Wells (junto a Gary Muller pierden ante Tommy Ho y Brett Steven)
- 1997: Masters de Hamburgo (junto a Neil Broad pierden ante Luis Lobo y Javier Sánchez)
- 2000: Masters de Stuttgart Indoor (junto a Donald Johnson pierden ante Jiri Novak y David Rikl)

- Datos: Q1123799